# Marinaldo Cícero da Silva
Marinaldo Cícero da Silva (født 21. september 1986) er en brasiliansk fodboldspiller.